# Mae Jemison
Mae Jemison (anglès: Mae Carol Jemison)  (Decatur, 17 d'octubre de 1956) és una metgessa americana i astronauta de la NASA. Va ser la primera dona afroamericana que va viatjar a l'espai quan va anar a orbitar a bord del Transbordador espacial Endeavour el 12 de setembre de 1992.
Després dels estudis de medicina i d'un breu període de pràctiques, Jemison va servir al Cos de Pau des de 1985 fins al 1987, quan va ser seleccionada per la NASA per unir-se al cos d'astronautes. Va dimitir de la NASA el 1993 per fundar una empresa que investigués l'aplicació de la tecnologia a la vida diària. Ha aparegut a la televisió diversos cops, una vegada fent d'actriu en un episodi d'Star Trek: La nova generació. Posseeix nou doctorats honoris causa en ciència, enginyeria, lletres, i en humanitats. És actualment la cap de la fundació 100 Year Starship.

## Biografia
Mae Carol Jemison va néixer a Decatur, Alabama, el 17 d'octubre de 1956 i és la filla més petita de Charlie Jemison i Dorothy Green. El seu pare era supervisor de manteniment d'una organització de caritat, i la seva mare va treballar la major part de la seva carrera com a mestra d'anglès i matemàtiques a l'Escola Beethoven de Chicago.
La família es va traslladar a Chicago, Illinois, quan Jemison tenia tres anys, per aprofitar les millors oportunitats, tant educatives com de feina, que hi havia allà.
En la seva infantesa, Jemison va aprendre a connectar-se amb la ciència a partir d'estudiar la natura. Un cop, essent una nena petita, una estella li va infectar el polze i la mare de Jemison ho va convertir en una experiència d'aprenentatge. Va acabar fent un projecte complet sobre el pus. Els pares de Jemison donaven molt suport al seu interès per la ciència, tot al contrari dels seus professors.
En una entrevista a MAKERS.com, explica com el seu gran interès per la ciència no va ser acceptat. "Creixent ...Era simplement com un altre nen. M'agradaven l'espai, les estrelles i els dinosaures. Sempre vaig saber que volia explorar. En el moment de l'enlairament de l'Apol·lo, tothom estava encantat per l'espai, però recordo que trobava irritant que no hi hagués dones astronautes. La gent va tractar d'explicar-m'ho, però jo no m'ho vaig empassar".
Jemison va començar a ballar als 11 anys." M'agrada ballar! Vaig fer totes les classes de ball — dansa africana, ballet, jazz, modern — fins i tot dansa japonesa. Vaig voler ser ballarina professional," va dir Jemison. Als 14 anys va fer una audició per al paper de "Maria" a West Side Story. No va aconseguir el paper però la van agafar com a ballarina. Més tard durant el seu any sènior a la universitat, es va plantejar si anava a la Facultat de Medicina de Nova York o be esdevenia una ballarína professional. La seva mare li va dir, "podràs sempre ballar si ets una doctora, però no podràs ser doctora si ets una ballarina."
Jemison es va graduar el 1973 a l'institut Morgan Park de Chicago i amb 16 anys va ingressar a la Universitat Stanford, on es va graduar el 1977, amb un B.S. en enginyeria química i complint els requisits per a un B.A. en Estudis africans i afroamericans. Va prendre la iniciativa per anar més enllà en la seva implicació amb la comunitat negra actuant com a cap de la Unió d'Estudiants Negres durant els seus anys universitaris. Jemison va dir que la carrera d'enginyeria essent dona negra era difícil perquè la competitivitat ha estat sempre un aspecte a tenir en compte als Estats Units. "Alguns professors només feien veure com si jo no hi fos. Jo podia fer una pregunta i el professor actuar com si la qüestió fos tonta, la més tonta que havia sentit mai. Llavors, quan un xicot blanc preguntava la mateixa qüestió, el professor deia, 'Aquesta és una observació molt pertinent.'"
El 1981 Jemison es va doctorar en Medicina al Cornell Medical College. Va ingressar com a interna al Los Angeles County-USC Medical Center i més tard treballà com a practicant general. Durant la seva etapa de formació a la facultat Jemison va viatjar a Cuba, Kenya i Tailàndia, per proporcionar assistència mèdica primària a les persones que viuen allà. Durant els seus anys al Cornell Medical College, Jemison va fer classes de ball modern a l'escola Alvin Ailey. Més tard Jemison va construir un estudi de ball a casa seva i va coreografiar i produir diversos espectacles de jazz modern i ball africà.

## Cos de pau
Després de completar la seva formació mèdica, Jemison es va integrar amb el personal del Cos de Pau i hi va servir com a Agent Mèdica del 1983 al 1985 on va ser responsable de la salut de Voluntaris del Cos de la Pau que servien a Libèria i Sierra Leone. La feina de Jemison al Cos de Pau consistia a supervisar la farmàcia, el laboratori i el personal mèdic així com proporcionar cura mèdica, escriure manuals d'auto-cura i el desenvolupament i implementació de directrius per la salut i temes de seguretat. Jemison també va treballar al Centre per Control de Malaltia (CDC) ajudant en la recerca de diverses vacunes.

## La NASA

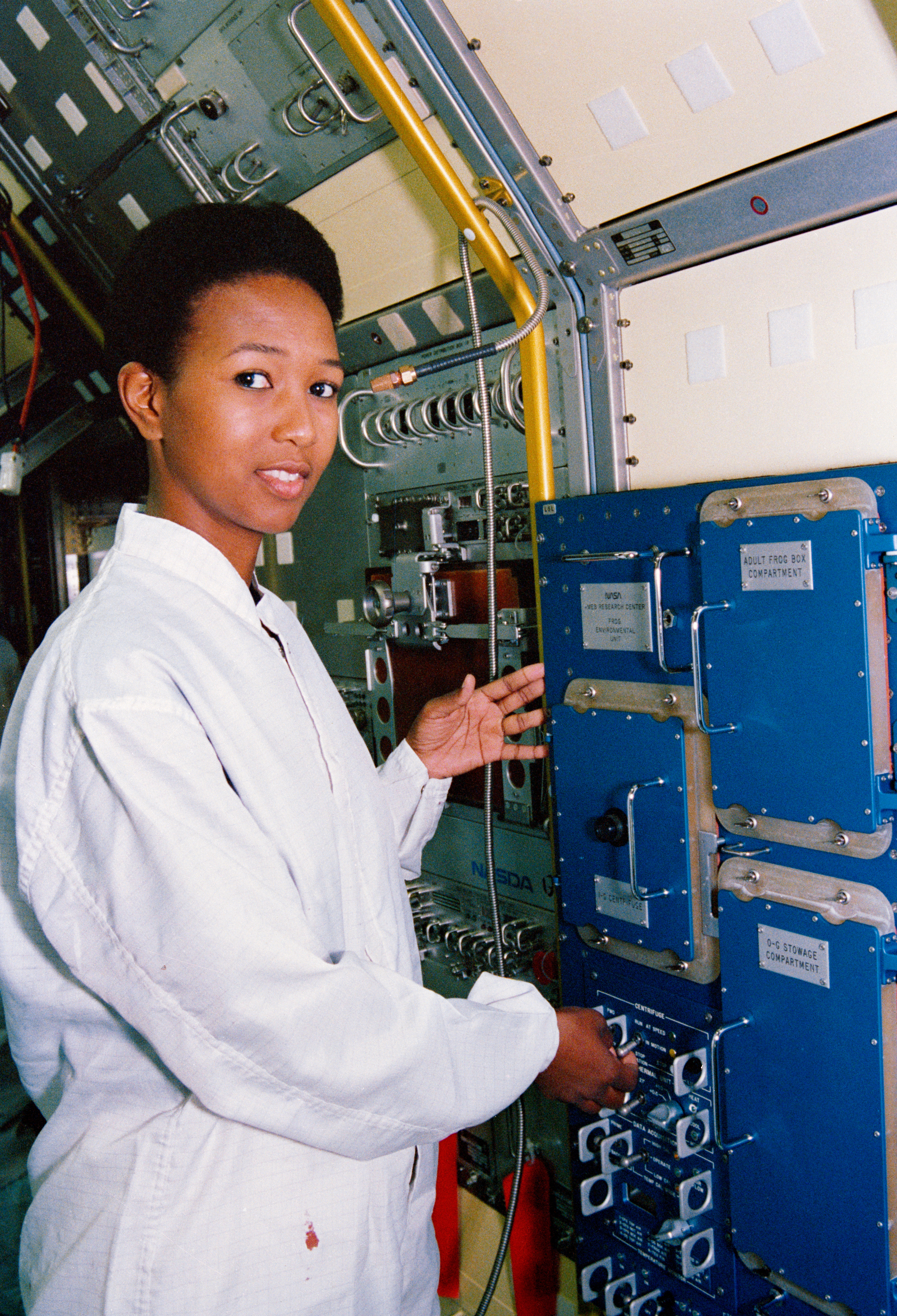
Jemison al Kennedy Space Center el gener de 1992.

Després del vol de Sally Ride el 1983, Jemison es va adonar que el programa d'astronautes s'havia obert, així que s'hi va aplicar. El que va inspirar a Jemison a unir-se a la NASA va ser l'actriu afroamericana Nichelle Nichols, que va encarnar la Lloctinent Uhura a Star Trek. La implicació de Jemison amb la NASA es va retardar després de l'accident del Challenger el 1986, però després de tornar-ho a sol·licitar el 1987, va rebre la notícia de la seva acceptació al programa d'astronautes. "Vaig rebre una trucada dient: 'Hi estàs encara interessada?' I vaig dir 'Sí'," recorda Jemison, essent un dels quinze candidats escollits d'entre uns 2.000 sol·licitants, més o menys. La seva feina a la NASA abans del seu viatge espacial consistia en activitats de suport al llançament al Kennedy Space Center de Florida i la verificació del software de l'ordinador del Shuttle al Shuttle Avionics Integration Laboratory (SAIL). "Era a la primera classe d'astronautes que es va seleccionar després de l'accident del Challenger del 1986 ... [Jo] de fet vaig treballar en el llançament del primer vol després de l'accident del Challenger.

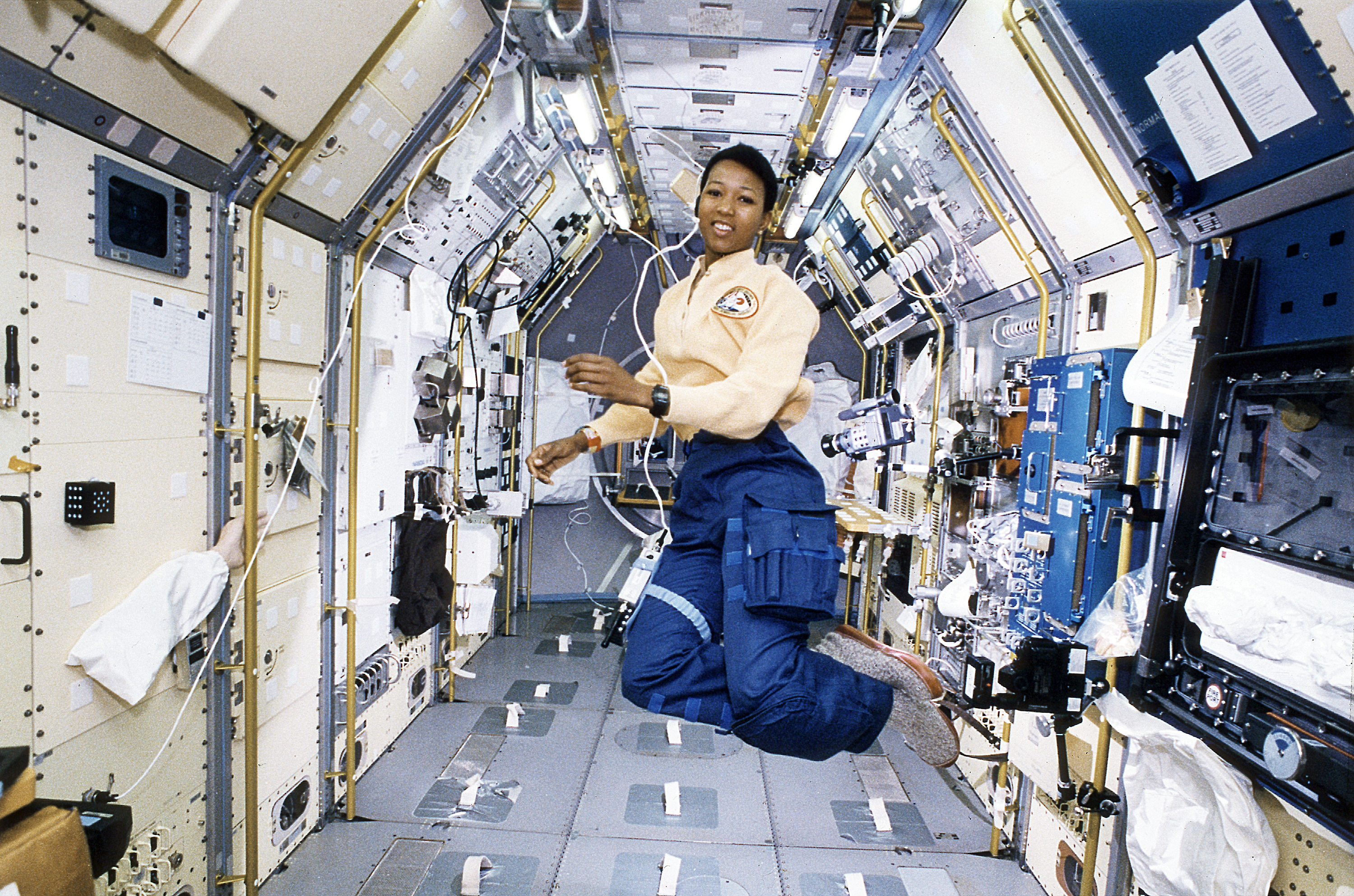
Jemison a bord del mòdul científic Spacelab Japó (SLJ) a l'Endeavour orbitant la Terra.

Jemison va volar en la seva única missió espacial del 12 al 20 de setembre de 1992, com a Especialista de Missió en el STS-47, una missió en cooperació entre els Estats Units i Japó, així com la 50a missió shuttle. Jemison va ser co-investigadora en dos experiments de recerca de cèl·lules d'os, una de les 43 investigacions que van dur a terme en el STS-47. Jemison també va conduir experiments sobre la ingravidesa i la cinetosi en ella mateixa i els sis altres membres de tripulació. "La primera cosa que vaig veure des de l'espai va ser Chicago, la meva ciutat natal", va dir Jemison. "Estava treballant en el middeck on no hi ha gaires finestres, i mentre passàvem per damunt de Chicago, el comandant em va cridar per anar a la cabina de vol. Va ser un moment molt significatiu perquè des que era una nena sempre havia assumit que aniria a l'espai," va afegir.
Degut al seu amor al ball i com una salutació a la creativitat, Jemison es va endur al vol un cartell de l'Alvin Ailey American Dance Theater. "Moltes persones no veuen una connexió entre ciència i ball," diu Jemison. "Però considero que tots dos són expressions de la creativitat il·limitada que tenen les persones per compartir amb els altres." Jemison també es va endur diversos petits objectes d'art de països de l'oest d'Àfrica per simbolitzar que l'espai pertany a totes les nacions. També en aquest vol, segons la biógrafa de Bessie Coleman, Doris L. Rich, Jemison es va endur una foto de Bessie Coleman — Coleman va ser la primera dona afroamericana a tenir una llicència de pilot.
En la missió STS-47 Jemison va estar a l'espai 190 hores, 30 minuts i 23 segons.

### Dimissió
Jemison va deixar la NASA el març de 1993." Vaig deixar la NASA perquè estic molt interessada en com les ciències socials interaccionen amb la tecnologia," va dir. "Les persones sempre pensen en la tecnologia com quelcom que té silici a dins. Però un llapis és tecnologia. Qualsevol llenguatge és tecnologia. La tecnologia és una eina que s'utilitza per a realitzar una tasca particular i quan es parla sobre tecnologia apropiada en els països en desenvolupament, això pot significar qualsevol cosa, des del foc a l'energia solar."

## Ciència i tecnologia
Jemison és professora emèrita a la Cornell University i va ser professora d'Estudis Mediambientals a Universitat de Dartmouth del 1995 al 2002. Jemison Continua defensant fortament l'ensenyament de la ciència per aconseguir que estudiants de les minories s'interessin per la ciència. Ella veu la ciència i la tecnologia com una part molt important de la societat, i els afroamericans hi han estat profundament involucrats des dels inicis.
Ha estat membre de diverses organitzacions científiques, com l'American Medical Association, l'American Chemical Society, l'Association for Space Explorers i l'American Association for the Advancement of Science. A més, va formar part de la junta directiva de la World Sickle Cell Foundation de 1990 a 1992.
El 1993 Jemison va fundar la seva pròpia empresa, el Jemison Grup, que investiga, comercialitza i desenvolupa ciència i tecnologia per a la vida diària. Jemison Va fundar la Fundació Dorothy Jemison per l'Excel·lència i la va anomenar així en honor de la seva mare. "Els meus pares eren els millors científics que he conegut," va dir Jemison, "perquè sempre feien preguntes." Un dels projectes de la fundació Jemison és La Terra Que Compartim (TEWS), un campament de ciència internacional on estudiants, de 12 a 16 anys, treballen per solucionar problemes globals actuals, com "Quantes persones pot suportar la Terra". El programa residencial de quatre setmanes ajuda als estudiants a construir pensament crític i a adquirir habilitats per la resolució de problemes a través d'un currículum experiencial. Els campaments han tingut lloc a Dartmouth College, Colorado School of Mines, Choate Rosemary Hall i altres llocs al voltant dels Estats Units. TEWS va ser introduït internacionalment a estudiants d'institut en programes de Sud-àfrica i Tunísia. El 1999, TEWS es va estendre a l'estranger per a adults al Simposi de Lideratge i Creativitat de Zermatt que va tenir lloc a Suïssa.
El 1999, Jemison va fundar BioSentient Corp i ha estat treballant per desenvolupar un dispositiu portàtil que permeti un control mòbil del sistema nerviós involuntari. BioSentient ha obtingut la llicència per comercialitzar la tecnologia de l'era espacial de la NASA coneguda com a Autogenic Feedback Training Exercise (AFTE), una tècnica patentada que utilitza el biofeedback i la teràpia autògena per permetre als pacients supervisar i controlar la seva fisiologia com un possible tractament per a l'ansietat i els trastorns relacionats amb l'estrès. BioSentient està estudiant l'AFTE com a tractament per l'ansietat, nàusees, mals de cap per migranya i tensió, dolor crònic, hipertensió i hipotensió.
El 2012, Jemison va presentar l'oferta guanyadora per al projecte DARPA (Defensa de Projectes d'Investigació Avançada) 100 Year Starship a través de la Fundació Dorothy Jemison per l'Excel·lència que va ser guardonada amb una subvenció de 500.000 $ per a futurs treball.

## Honors i premis

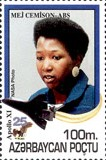
Segell de correus d'Azerbaijan, 1996.

- 1988 Essence Ciència i Premi de Tecnologia
- 1990 Gamma Sigma Sigma Dona de l'Any
- 1991 McCall 10 Dones Excepcionals pel 90s
- 1991 Pumpkin la revista és (un japonès Mensual) Un de les Dones pel Segle Nou Esdevenidor
- 1992 Johnson Publicacions Consecució Negra Trailblazers Premi
- 1992 Ebony Premi de Consecució Negra[3]
- La sala de 1993 Dones Nacionals de Fama
- 1993 Ebony revista 50 dones Més Influents
- 1993 Kilby Premi de Ciència
- 1993 Montgomery Company, Dartmouth
- 1993 revista de Persones "50 Més Bonic i Persones sexy en el món''
- 1993 Turner Trumpet Premi
- 1997 Història de Chicago el museu que "Fa Premi d'Història" per Distinció dins Medicina de Ciència i Tecnologia.
- 2002 llistat entre els 100 americans africans més Grans segons Molefi Kete Asante.[26]
- 2003 Intrepid Premi per l'Organització Nacional per noies
- 2004 Sala Espacial Internacional de Fama
- NASA Medalla de Vol Espacial
- 2005 El Nacional Audubon Societat, Premi de Carson de la Rachel

Institucions
- 1992 Mae C. Jemison Science and Space Museum, Wilbur Wright College, Chicago, Illinois
- 1992 Mae C. Jemison Academy, una escola pública alternative a Detroit, Michigan
- 2001 Mae Jemison School, una escola pública de primària a Hazel Crest, Illinois
- 2007 Bluford Drew Jemison STEM Academy, una escola pública a Baltimore, Maryland
- 2013 Jemison High School, Huntsville, Alabama (actualment en construcció, obre el 2016)

Doctorats honoris causa
- 1991 Doctor of Letters, Winston-Salem College, Winston-Salem, North Carolina
- 1991 Doctor of Science, Lincoln College, Pennsylvania
- 2000 Doctor of Humanities, Princeton University
- 2005 Doctor of Science, Wilson College
- 2006 Doctor of Science, Dartmouth College
- 2007 Doctor of Engineering, Harvey Mudd College
- 2007 Doctor of Engineering, Rensselaer Polytechnic Institute
- 2008 Doctor of Humanities, DePaul University
- 2009 Doctor of Engineering, Polytechnic Institute of NYU

## Obra escrita
- Jemison, Mae. Find where the wind goes: moments from my life.  Nova York: Scholastic, 2001. ISBN 978-0-439-13196-4. OCLC 44548911.
- Jemison, Mae. S.E.E.ing the Future: Science, Engineering and Education (PDF).  Hanover, NH: Dartmouth College, 2001, p. 56. ERIC ED464816.
- Va contribuir amb la secció "Outer Space: The Worldly Frontier" a l'antologia Sisterhood Is Forever: The Women's Anthology for a New Millennium, editada per Robin Morgan.[27]